# Teresa Palmer

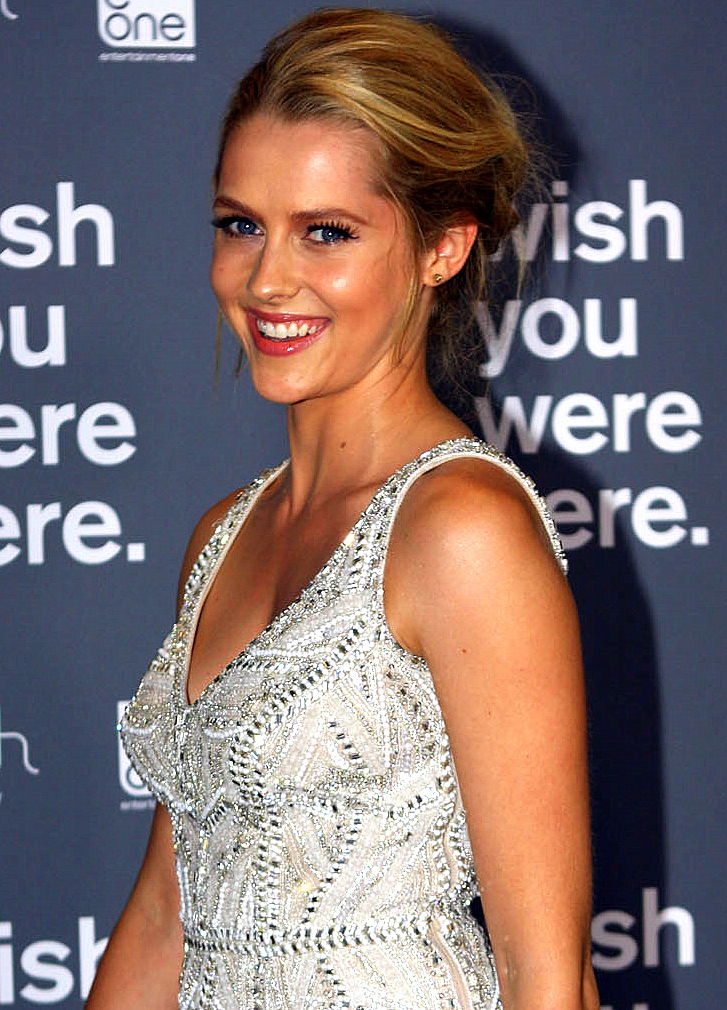
Teresa Palmer (2012)

Teresa Mary Palmer (* 26. Februar 1986 in Adelaide, South Australia) ist eine australische Schauspielerin.

## Leben und Karriere
Palmer wurde 1986 in Adelaide als Tochter einer Krankenschwester und
eines Investors geboren. Ihre Karriere beim Film begann 2005 mit einer Nebenrolle in dem Horrorfilm Wolf Creek. Im darauf folgenden Jahr spielte sie eine der Hauptrollen in 2:37, einem Drama von Regisseur Murali K. Thalluri. Für ihre Darstellung der Melody wurde sie in der Kategorie Beste weibliche Hauptrolle der Australian Film Institute Awards nominiert. In dem 2009 erschienenen Film Bedtime Stories spielte sie an der Seite von Adam Sandler die Rolle der Violet Nottingham. 2010 war sie an der Seite von Nicolas Cage in Duell der Magier zu sehen. 2011 war sie neben Alex Pettyfer im Film Ich bin Nummer Vier in einer Nebenrolle zu sehen. 2013 spielte Palmer neben Nicholas Hoult im Zombiefilm Warm Bodies, basiert auf dem gleichnamigen Roman von Isaac Marion. Sie spielt die Rolle der Julie, eines Mädchens, das sich in einen Zombie verliebt.

## Privatleben
Seit dem 21. Dezember 2013 ist Teresa Palmer mit dem Schauspieler und Regisseur Mark Webber verheiratet. Sie haben zwei Söhne (* 2014 und 2016) und zwei Töchter (* 2019 und * 2021). Palmer ist mit Phoebe Tonkin befreundet, mit der sie eine gemeinsame Fitness-Website betreibt.

## Filmografie (Auswahl)
- 2005: Wolf Creek
- 2006: 2:37
- 2006: Der Fluch – The Grudge 2 (The Grudge 2)
- 2007: December Boys
- 2008: Restraint – Wenn die Angst zur Falle wird (Restraint)
- 2008: Bedtime Stories
- 2010: Duell der Magier (The Sorcerer’s Apprentice)
- 2011: Take Me Home Tonight
- 2011: Ich bin Nummer Vier (I Am Number Four)
- 2012: Wish You Were Here
- 2013: Warm Bodies
- 2013: Love and Honor – Liebe ist unbesiegbar (Love and Honor)
- 2014: Cut Bank – Kleine Morde unter Nachbarn (Cut Bank)
- 2014: Kill Me Three Times – Man stirbt nur dreimal (Kill Me Three Times)
- 2015: Knight of Cups
- 2015: Point Break
- 2016: The Choice – Bis zum letzten Tag (The Choice)
- 2016: Triple 9
- 2016: Lights Out
- 2016: Message from the King
- 2016: Hacksaw Ridge – Die Entscheidung (Hacksaw Ridge)
- 2017: Berlin Syndrom (Berlin Syndrome)
- 2017: 2:22 – Zeit für die Liebe (2:22)
- 2018–2022: A Discovery of Witches (Fernsehserie, 25 Folgen)
- 2019: The Place of No Words
- 2019: Ride Like a Girl – Ihr größter Traum (Ride Like a Girl)
- 2022: The Twin
- 2023: The Clearing (Miniserie, 8 Folgen)
- 2024: The Fall Guy
- 2024: Addition